# Tularia bractea
Tularia bractea (Burn, 1962) è un mollusco nudibranchio della famiglia Apataidae. È l'unica specie nota del genere Tularia.